# Florencio Varela (Buenos Aires)
Florencio Varela is een plaats in het Argentijnse bestuurlijke gebied Florencio Varela in de provincie Buenos Aires. De plaats telt 120.678 inwoners.

## Sport
Defensa y Justicia is de professionele voetbalclub van Florencio Varela. De club speelt haar wedstrijden in het Norberto Tomaghello Stadium en is de laatste jaren regelmatig actief in de Primera División.